# Aşağıtekke, Alaplı
Aşağıtekke là một xã thuộc huyện Alaplı, tỉnh Zonguldak, Thổ Nhĩ Kỳ. Dân số thời điểm năm 2011 là 193 người.